# Oswalt Kolle
 (février 2021).
Si vous disposez d'ouvrages ou d'articles de référence ou si vous connaissez des sites web de qualité traitant du thème abordé ici, merci de compléter l'article en donnant les références utiles à sa vérifiabilité et en les liant à la section « Notes et références ».
Pour les articles homonymes, voir Kolle.
Oswalt Kolle (né  le 2 octobre 1928 à Kiel, décédé le 24 septembre 2010 à Amsterdam) était un Allemand, journaliste et producteur de cinéma; il s'est fait connaître surtout dans l'espace germanophone par ses films qui traitaient de sexualité.
Fils du psychiatre réputé Kurt Kolle (de), il alla contre le désir de son père qui voulait que lui aussi devînt médecin et, après la Deuxième Guerre mondiale, il fit des études d'agriculture, mais des circonstances personnelles l'amenèrent au journalisme et il commença à travailler comme pigiste à la Frankfurter Neue Presse. En 1951 il dirigea une édition locale de la Frankfurter Nachtausgabe. Finalement, il devint rédacteur en chef adjoint de la Star Revue.
Dans les années 1960 et 1970, il participa de façon importante à la popularisation des thèmes sexuels, et écrivit en grand nombre des articles, des livres et d'autres publications traitant de la sexualité. Dein Kind, das unbekannte Wesen (Ton enfant, cet inconnu) fut son premier succès de librairie. Ses livres les plus importants se virent traduits dans plusieurs langues et eurent également du succès au niveau international.
Entre 1968 et 1972 il produisit différents films d'information sexuelle. À l'époque, on l'accusa fréquemment d'offenser les bonnes mœurs et la morale mais les critiques virulentes ne l'empêchèrent pas de remplir les salles de cinéma. Dans le monde entier 140 millions de spectateurs virent ses films. Avec sa Liebesschule (l'École de l'amour), il réalisa même une série télévisée pour parler de sexualité.
En 1996 il participa au 4e symposium (IBIS) international à Berlin sur la bisexualité. Le thème d'études était The Many Faces of Bisexuality - Les relations bisexuelles dans leur diversité. Les autres participants étaient entre autres Fritz Klein et Erwin J. Haeberle. En 2000 la Société allemande pour la recherche sexuelle (Deutschen Gesellschaft für Sozialwissenschaftliche Sexualforschung ou DGSS) lui rendit hommage en lui décernant la médaille Hirschfeld pour l'étude scientifique de la sexualité.
Depuis les années 1970 il vivait à Amsterdam où il est décédé en septembre 2010. Il avait trois enfants et était veuf depuis 2000.
À plus de quatre-vingts ans, il restait toujours actif et publiait encore. Parmi les sujets qu'il traitait, on trouvait entre autres les événements politiques contemporains et la sexualité dans la vieillesse.

## Source
- (de) Cet article est partiellement ou en totalité issu de l’article de Wikipédia en allemand intitulé « Oswalt Kolle » (voir la liste des auteurs).